# Islam

Verteilung islamischer Glaubensrichtungen:
Grün: sunnitische Gebiete; Violett: schiitische Gebiete; Gelb: Ibaditen (Oman)

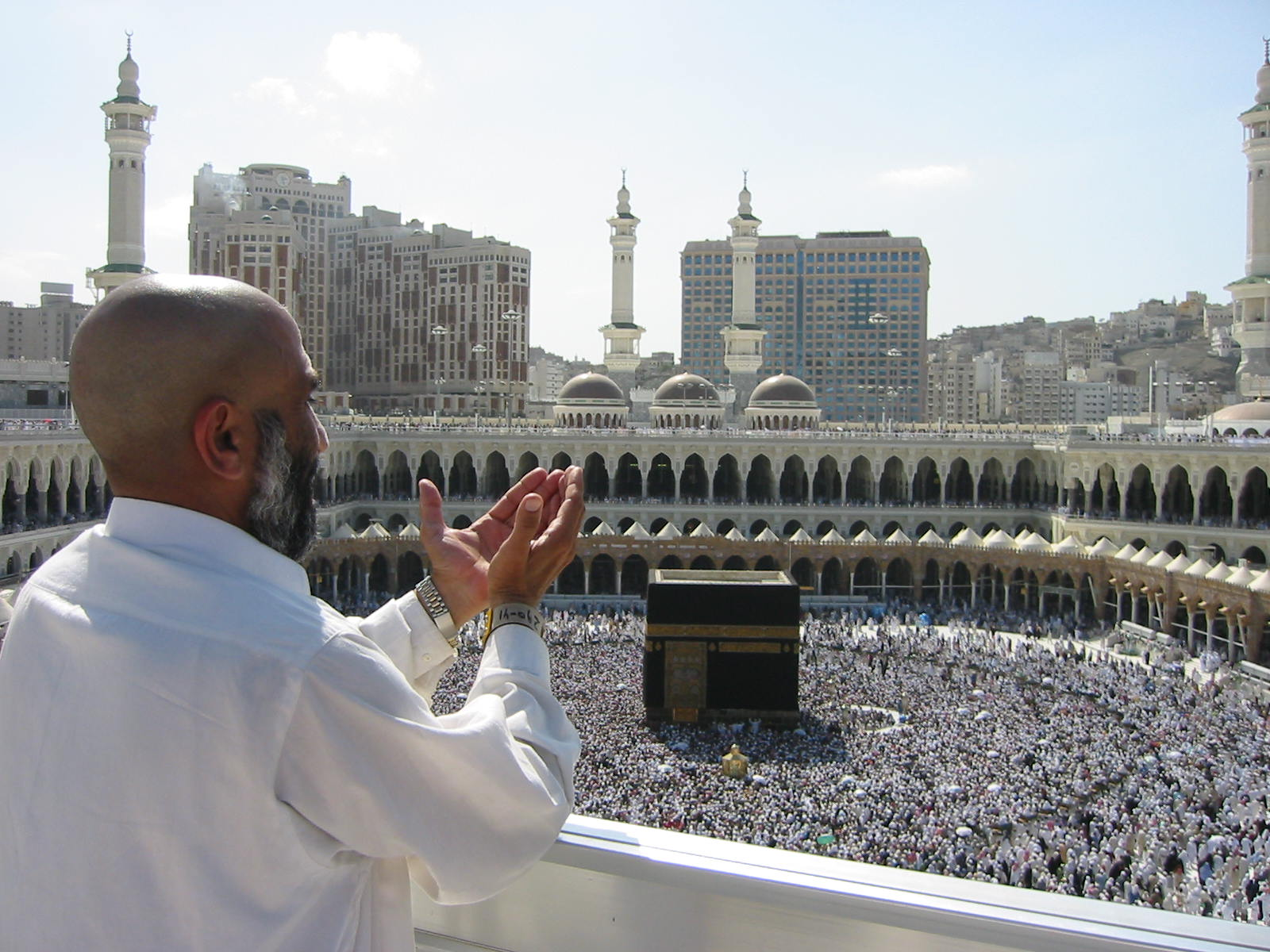
Pilger beim Bittgebet in Mekka, im Mittelgrund die Kaaba

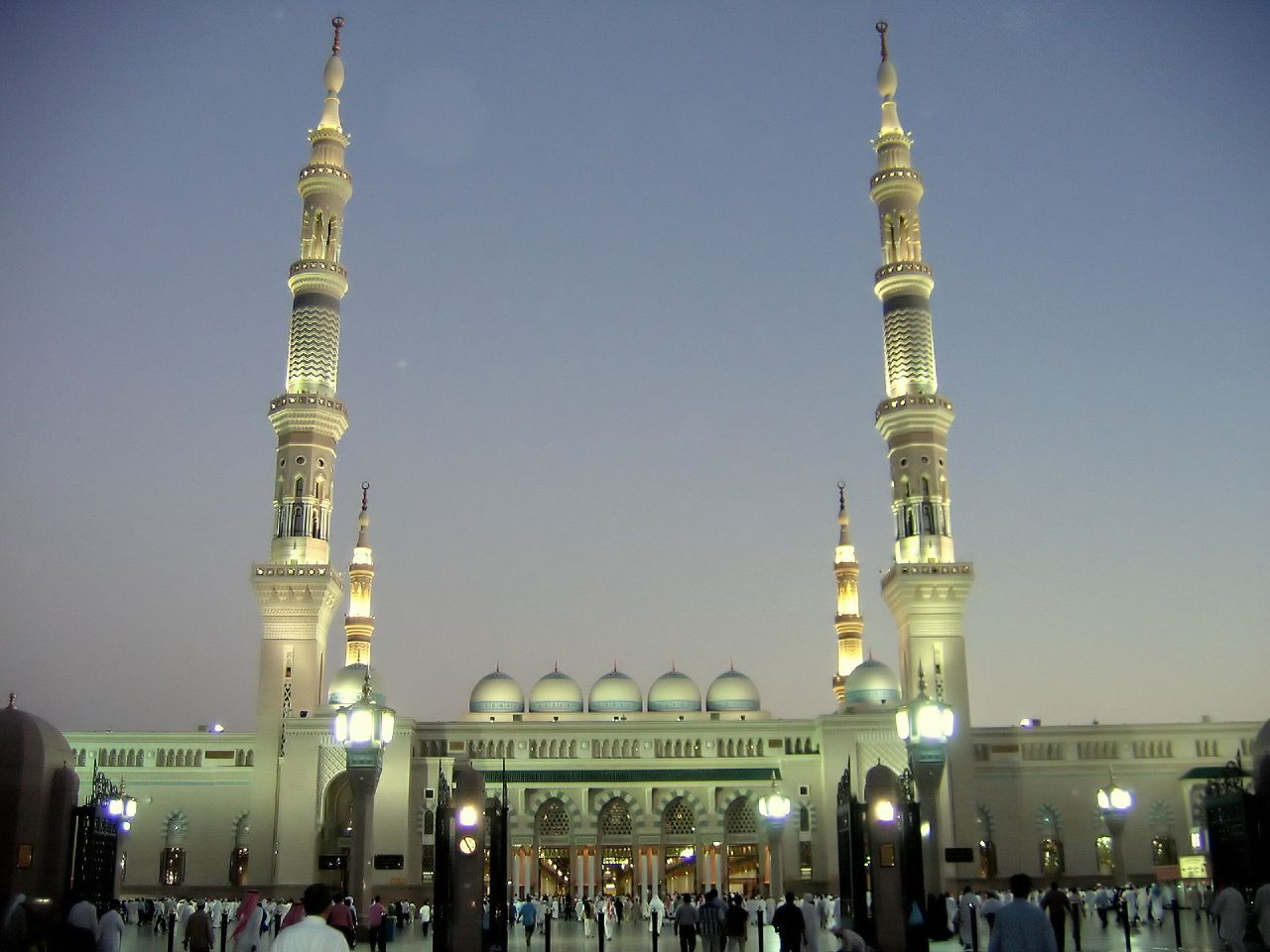
Eingang der Moschee des Propheten Mohammed in Medina

Stern und Mondsichel: Der Hilal, ein Symbol des Islams

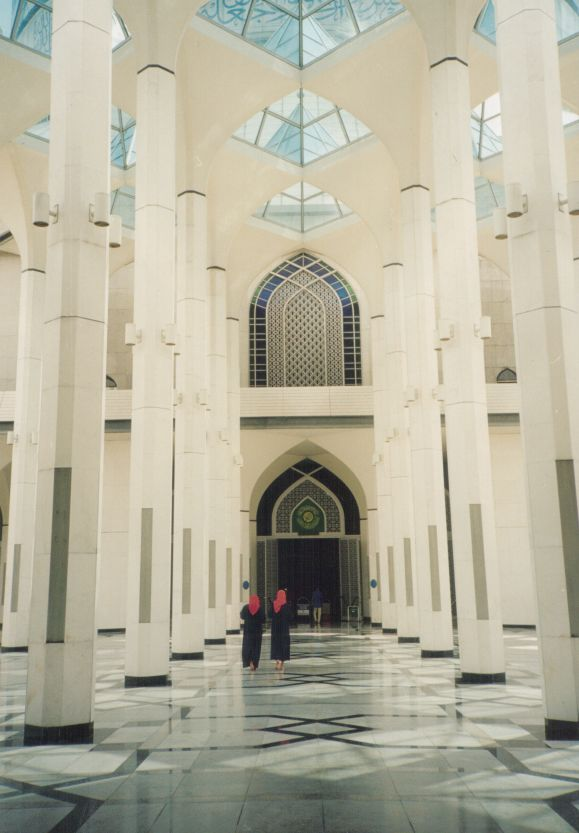
Zwei Frauen und ein Mann in der Moschee von Selangor in Shah Alam, Malaysia

Der Islam ist eine monotheistische Religion, die im frühen 7. Jahrhundert in Arabien durch den Mekkaner Mohammed gestiftet wurde. Mit über 2 Milliarden Angehörigen ist der Islam nach dem Christentum (ca. 2,5 Milliarden Angehörige) heute die Weltreligion mit der zweitgrößten Mitgliederzahl.
Der Islam wird allgemein auch als abrahamitische, als prophetische Offenbarungsreligion und als Buch- oder Schriftreligion bezeichnet.
Das arabische Wort Islām (islām / إسلام) ist ein Verbalsubstantiv zu dem arabischen Verb aslama („sich ergeben, sich hingeben“). Es bedeutet wörtlich das „Sich-Ergeben“ (in den Willen Gottes), „Sich-Unterwerfen“ (unter Gott), „Sich-Hingeben“ (an Gott), oft einfach mit Ergebung, Hingabe und Unterwerfung wiedergegeben.
Die Bezeichnung für einen Angehörigen des Islam ist Muslim. Die Pluralform im Deutschen ist Moslems oder Muslime, Muslimas oder Musliminnen.
Die zehn Länder mit dem größten Anteil an der muslimischen Weltbevölkerung sind Indonesien (12,9 %), Pakistan (11,1 %), Indien (10,3 %), Bangladesch (9,3 %), Ägypten und Nigeria (jeweils 5 %), Iran und Türkei (jeweils 4,7 %) sowie Algerien (2,2 %) und Marokko (ca. 2 %). In ihnen zusammengenommen leben mehr als zwei Drittel aller Muslime. Die wichtigste überstaatliche islamische Organisation ist die Organisation für Islamische Zusammenarbeit (OIC) mit Sitz in Dschidda. Ihr gehören 56 Staaten an, in denen der Islam Staatsreligion, Religion der Bevölkerungsmehrheit oder Religion einer großen Minderheit ist. Teilweise muslimisch geprägte europäische Länder sind Albanien, Bosnien und Herzegowina, Kosovo, Nordmazedonien und die (geographisch nur teilweise in Europa liegende) Türkei. Viele weitere Länder haben muslimische Minderheiten.
Die wichtigste textliche Grundlage des Islams ist der Koran (arabisch القرآن al-qurʾān ‚Lesung, Rezitation, Vortrag‘), der als die dem Propheten Mohammed offenbarte Rede Gottes gilt.
Die zweite Grundlage bilden die Hadithe (arabisch حديث, DMG ḥadīṯ ‚Erzählung, Bericht, Mitteilung, Überlieferung‘) zur Sunna Mohammeds (Sunna, arabisch سنة ‚Brauch, gewohnte Handlungsweise, überlieferte Norm‘), der als der „Gesandte Gottes“ (Rasūl, arabisch رسول ‚Gesandter, Sendbote, Apostel‘) Vorbildcharakter für alle Muslime hat.
Die sich aus diesen Texten ergebenden Normen werden in ihrer Gesamtheit als Scharia bezeichnet (شريعة / šarīʿa im Sinne von „Weg zur Tränke, Weg zur Wasserquelle, deutlicher, gebahnter Weg“; auch: „religiöses Gesetz“, „Ritus“).

## Definitionen

### Koranische Aussagen
Der Begriff Islām kommt im Koran acht Mal vor. An mehreren Stellen wird herausgestellt, dass die Annahme des Islams Zeichen göttlicher Erwählung ist. Diese Erwählung wird darin deutlich, dass Gott den betreffenden Menschen rechtleitet, ihm also die Orientierung zur Wahrheit des Glaubens hin vermittelt und so seine Brust weitet (arab. saraha as-sadr), also sein Herz und seinen Sinn, seine Erkenntnis und sein Wertbewusstsein erweitert und ihm dadurch Ruhe gibt (vgl. Sure 6:125 und Sure 39:22). Menschen, die es sich selbst als Verdienst anrechnen, dass sie den Islam angenommen haben, wird entgegengehalten, dass dies eine Gnade Gottes ist, die sie nur ihm zu verdanken haben (vgl. Sure 49:17). Gott kann Menschen auch die Brust verengen, so dass sie nicht zum wahren Glauben gelangen können (vgl. Sure 2:7). Wer zum Islam gerufen wird, darf gegen Gott keine Lüge aushecken (vgl. Sure 61:7).
An drei anderen Stellen wird eine Beziehung zwischen Islām und dem arabischen Begriff Dīn hergestellt, der die Bedeutung von „Religion“ hat, allerdings auch die Konnotation von „Schuld“ besitzt. In Sure 5:3 heißt es: „Ich habe für euch den Islam als Religion erwählt“ und in Sure 3:19. „Als Religion gilt bei Gott der Islam“. Dies zeigt, dass schon der Koran den Islām als Religion definiert. Die Geschichte dieser Religion hat nach dem Koran nicht erst mit Mohammed begonnen, sondern schon mit Abraham. Er wird in Sure 3:67 als gottergebener Hanīf beschrieben.
Bereits im Koran selbst wird eine wichtige Unterscheidung getroffen, nämlich zwischen der Annahme des Islams (islām) und der Annahme des Glaubens (īmān). So werden in Sure 49:14 die arabischen Beduinen aufgefordert, nicht zu sagen, „Wir haben den Glauben angenommen“, sondern „Wir haben den Islam angenommen“, weil der Glaube noch nicht in ihre Herzen eingegangen sei. An derartige Aussagen knüpft sich die Vorstellung, dass derjenige, der den Islam angenommen hat, also ein Muslim ist, nicht unbedingt ein mu'min, also ein „Gläubiger“ sein muss. Was „Islām“ ursprünglich bedeutete, wenn damit nicht der Glaube gemeint ist, wird unterschiedlich beurteilt. Meïr Bravmann, der den Sprachgebrauch des Wortes in der altarabischen Literatur untersucht hat, meint, dass er in der frühislamischen Gemeinschaft, die stark auf den Dschihad ausgerichtet war, die Bereitschaft zur Selbstaufopferung im Kampf bezeichnete.
Die im Koran getroffene Unterscheidung zwischen Islam und Glaube hat in der islamischen Theologie Anlass zu zahlreichen Debatten gegeben. Es wurde nie völlig geklärt, in welchem Verhältnis sich die beiden Prinzipien zueinander befinden. Die meisten Theologen der vormodernen Zeit haben jedoch darauf gedrungen, Islam und Glauben auseinanderzuhalten.

### Fünf Säulen
Eine regelrechte Definition für den Islam findet man nicht im Koran, sondern nur in den Berichten über den Propheten, und zwar im sogenannten Gabriel-Hadith, der über ʿUmar ibn al-Chattāb auf den Propheten zurückgeführt wird. Auch hier wird wiederum zwischen Islam und Glaube unterschieden. Als dritte Kategorie wird „gutes Handeln“ (ihsān) eingeführt. Der Islam besteht nach diesem Hadith daraus, „dass Du bekennst, dass es keinen Gott gibt außer Gott und dass Mohammed der Gesandte Gottes ist; dass Du das Pflichtgebet verrichtest und die Armengabe leistest, dass Du im Ramadan fastest und zum Haus (Gottes) pilgerst, wenn du in der Lage bist, dies zu tun.“

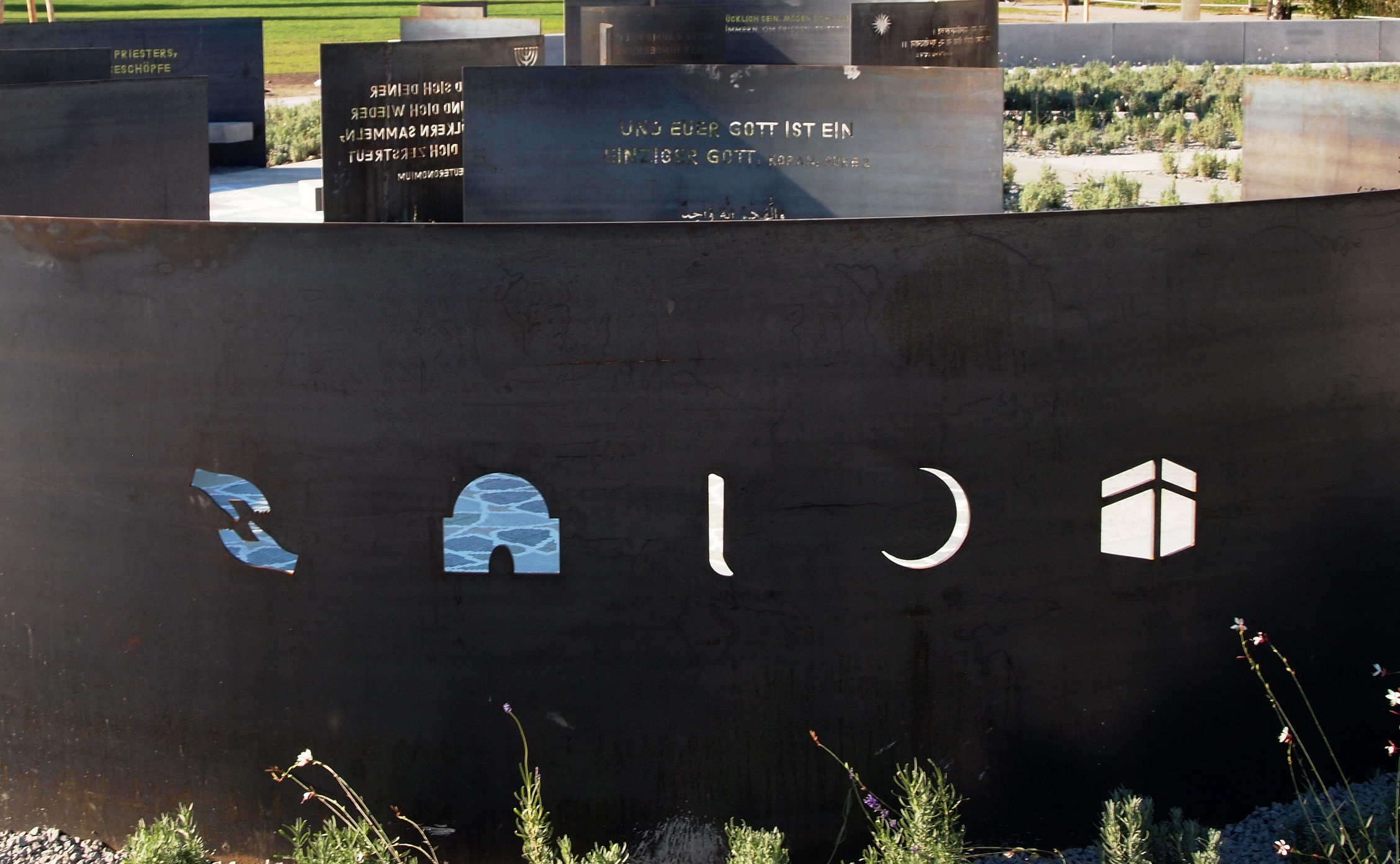
Darstellung der fünf Säulen im Karlsruher Garten der Religionen

Hierauf stützt sich die Lehre, dass der Islam aus fünf Hauptpflichten besteht, die seine fünf „Säulen“ (arkān / أركان) bilden. Diese werden üblicherweise mit den folgenden arabischen Namen bezeichnet:
1. Schahāda (islamisches Glaubensbekenntnis)
2. Salāt (Pflichtgebet)
3. Zakāt (Almosengabe)
4. Saum (Fasten im Ramadan)
5. Haddsch (Pilgerfahrt nach Mekka)

Eine ausführliche Beschreibung der einzelnen fünf Säulen findet sich in den betreffenden Artikeln. Hier werden nur die wichtigsten Punkte zusammengefasst.

#### Glaubensbekenntnis

Eine Kalligrafie der šahāda

Die erste Säule ist das islamische Glaubensbekenntnis, die Schahāda (arabisch الشهادة aš-šahāda), die wie folgt lautet:

«أشهد أن لا إله إلا الله وأشهد أنّ محمدا رسول الله»

„ašhadu an lā ilāha illā 'llāh, wa-ašhadu anna muḥammadan rasūlu 'llāh“

„Ich bezeuge, dass es keine Gottheit außer Gott gibt und dass Mohammed der Gesandte Gottes ist.“

Mit dieser aus zwei Teilen bestehenden Formel bekennt sich der Muslim eindeutig zum Monotheismus, zu Mohammeds prophetischer Sendung und zu dessen Offenbarung, dem Koran, und somit zum Islam selbst.

#### Rituelles Gebet

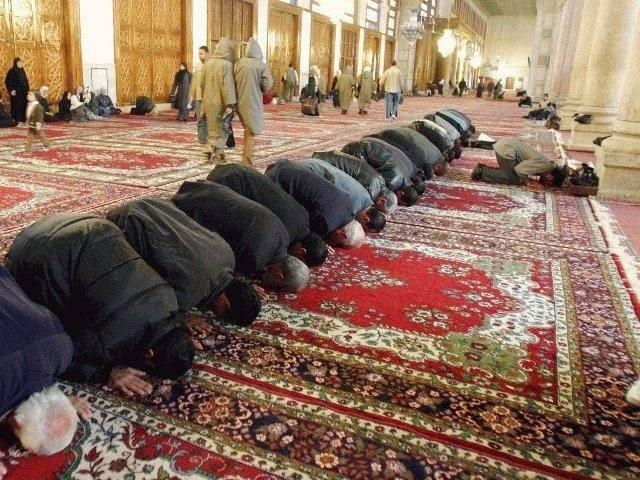
Muslime beim salāt

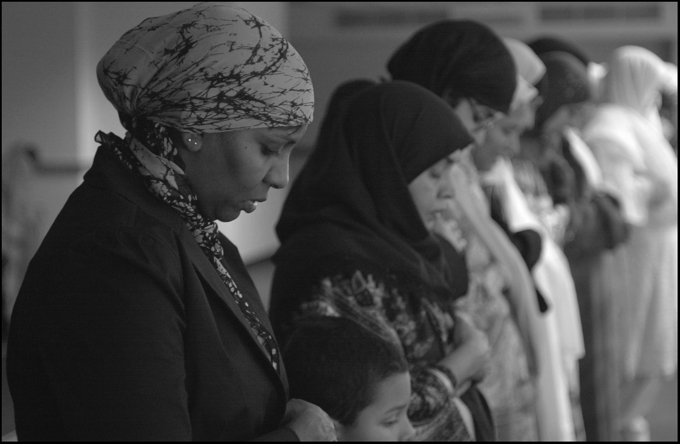
Muslima beim salāt

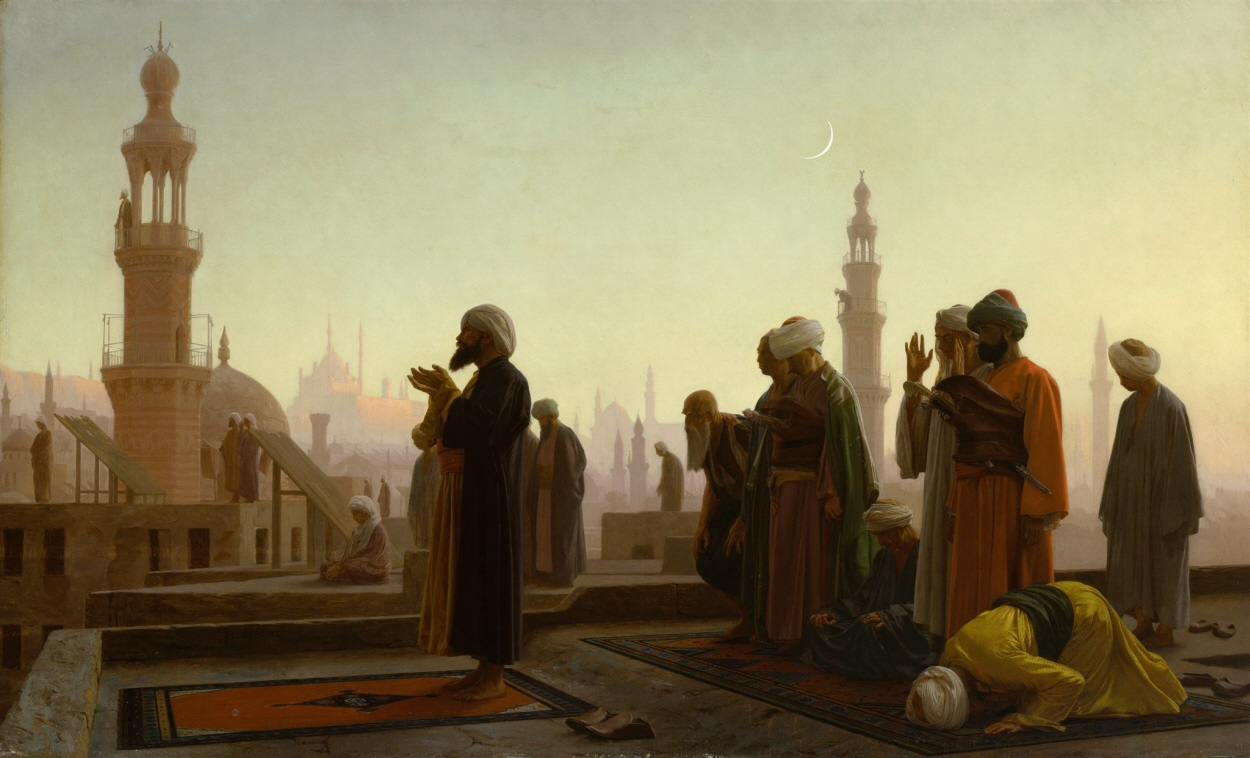
„Gebet in Kairo“ von Jean-Léon Gérôme, 1865

Das rituelle Gebet (salāt / صلاة) soll fünf Mal am Tag verrichtet werden, vor dem Sonnenaufgang, mittags, nachmittags, bei Sonnenuntergang und bei Einbruch der Nacht. Vor jedem dieser Gebete sind eine Ankündigung durch den Gebetsruf und eine rituelle Waschung verpflichtend. Diese Formel wird ebenfalls fünf Mal am Tag vom Muezzin (arabisch مؤذّن mu'adhdhin) beim Adhān (arabisch أذان adhān) vom Minarett (arabisch منارة manāra) gerufen, um die Muslime zum rituellen Pflichtgebet (arabisch صلاة salāt) zu rufen, in dem die Formel ebenfalls vorkommt.
Ebenso soll der Muslim sich vor dem Gebet bewusst machen, dass er das Gebet nicht aus Routine, sondern aus der Absicht, Gott zu dienen, vollzieht. Hierzu dient auch die rituelle Waschung vor dem Gebet. Um in den für das Gebet notwendigen Weihezustand (إحرام ihrām) einzutreten, folgt die Formel „Gott ist größer (als alles andere)“ (الله أكبر Allāhu akbar). Als notwendig für die Gültigkeit des Gebetes wird erachtet, dass der Betende dabei die Gebetsrichtung zur Kaaba in Mekka einnimmt. Sie gilt im Islam als das Heiligste und als das Haus Gottes. Im Stehen werden eine Reihe weiterer Formeln und die erste Sure des Koran (الفاتحة al-Fātiha ‚die Eröffnende‘) rezitiert. Es folgen die von Formeln begleitete Gebetsverbeugung (vgl. Rukūʿ) sowie mehrere von verschiedenen Formeln begleitete Niederwerfungen (vgl. Sudschūd). Mit einigen weiteren Formeln findet das Gebet seinen Abschluss. An sich kann das Gebet an jedem rituell reinen Ort, eventuell auf einem Gebetsteppich, vollzogen werden, idealerweise jedoch in der Moschee (مسجد masdschid ‚Ort der Niederwerfung‘).
Am Freitag wird das Gebet am Mittag durch ein für Männer verpflichtendes und für Frauen empfohlenes Gemeinschaftsgebet (صلاة الجمعة salāt al-dschumʿa ‚Freitagsgebet‘) in der Moschee ersetzt, das von einer Predigt (خطبة chutba) begleitet wird.

#### Almosensteuer
Die Almosensteuer (Zakāt, زكاة) ist die verpflichtende, von jedem psychisch gesunden, freien, erwachsenen und finanziell dazu fähigen Muslim zur finanziellen Beihilfe von Armen, Sklaven, Schuldnern und Reisenden sowie für den Dschihad zu zahlende Abgabe. Die Höhe variiert je nach Einkunftsart (Handel, Viehzucht, Anbau) zwischen 2,5 und 10 Prozent ebenso wie die Besteuerungsgrundlage (Einkommen oder Gesamtvermögen). Als ein Prozess der Umverteilung von Reichtum wird die Einsammlung und Verteilung der Zakāt als ein wichtiges Mittel zur Linderung von Armut betrachtet.

#### Fasten
Das Fasten (arabisch صوم saum, DMG ṣaum) findet alljährlich im islamischen Monat Ramadan statt. Der islamische Kalender verschiebt sich jedes Jahr im Vergleich zum gregorianischen Kalender um elf Tage nach vorne. Gefastet wird von Beginn der Morgendämmerung – wenn man einen „weißen von einem schwarzen Faden unterscheiden“ kann (Sure 2, Vers 187) – bis zum vollendeten Sonnenuntergang; es wird nichts gegessen, nichts getrunken, nicht geraucht, kein ehelicher Verkehr und Enthaltsamkeit im Verhalten geübt.
Gläubige Muslime brechen das Fasten gerne mit einer Dattel und einem Glas Milch, wie dies Mohammed  getan haben soll. Der Fastenmonat wird mit dem Fest des Fastenbrechens (arabisch عيد الفطر Eid al-Fitr, DMG ʿĪd al-Fiṭr) beendet.

#### Pilgerfahrt

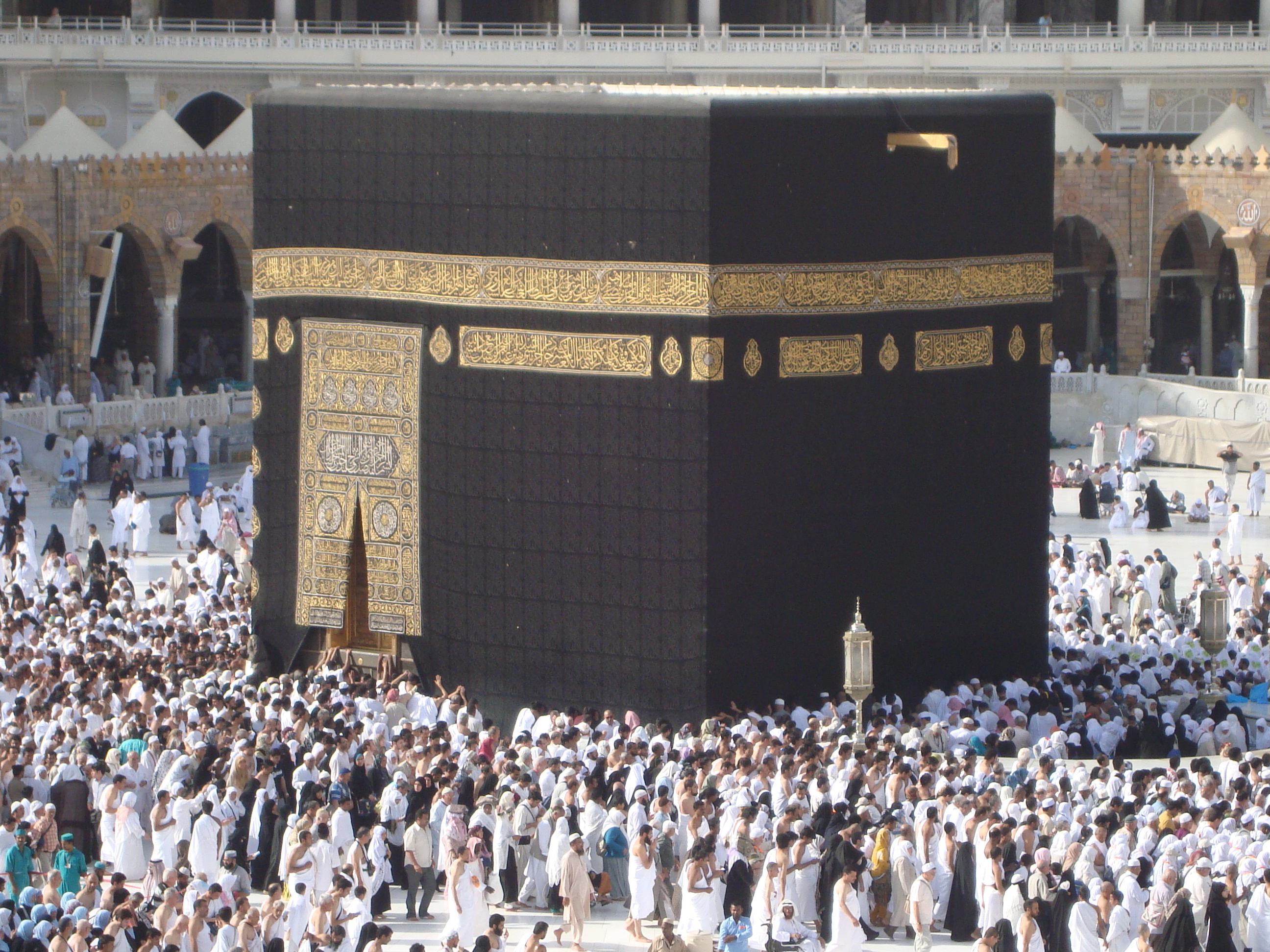
Das siebenmalige Umschreiten der für Muslime heiligen Kaaba ist der wichtigste Bestandteil des Haddsch, der Pilgerreise der Muslime nach Mekka

Die im letzten Mondmonat Dhū l-Hiddscha stattfindende Pilgerfahrt nach Mekka, der sogenannte Haddsch soll von jedem Muslim, der dazu imstande ist, mindestens einmal in seinem Leben durchgeführt werden. Entscheidend dafür, ob die Pilgerfahrt zur Pflicht wird, sind unter anderem seine finanziellen und gesundheitlichen Lebensumstände. Die Einschränkung der ritualrechtlichen Pflicht der Pilgerfahrt ist im Koran begründet: „… und die Menschen sind Gott gegenüber verpflichtet, die Wallfahrt nach dem Haus zu machen – soweit sie dazu eine Möglichkeit finden …“ (Sure 3, Vers 97).
Zum Haddsch gehören die Teilnahme an der Wallfahrtsversammlung in der Ebene ʿArafāt am 9. Dhū l-Hiddscha, die Riten von Muzdalifa und Minā und das siebenmalige Umschreiten der Kaaba. Häufig schließen Muslime an ihre Wallfahrt einen Besuch der Prophetenmoschee in Medina an, wo der Prophet auch begraben ist. Doch ist dies nicht fester Bestandteil des Haddsch.

### Andere Definitionen
Obwohl sich der Islam nach der Definition des Gabriel-Hadith nur auf die fünf genannten Pflichten erstreckt, gibt es die Tendenz, alle im Koran genannten Pflichten als Teil des Islams zu betrachten. Diese Auffassung zeigt sich zum Beispiel bei dem spätmittelalterlichen Gelehrten Ibn Taimīya (gestorben 1328), der in seiner „Einführung in die Grundlagen der Koranexegese“ erklärt: „Die Religion des Islams besteht aus der Befolgung des Korans“.
Seit Beginn des 20. Jahrhunderts gibt es bei verschiedenen muslimischen Denkern und Aktivisten, die den Islam als Mittel zum Wiederaufstieg der muslimischen Völker nach dem Zeitalter des Kolonialismus betrachten, die Tendenz, den Islam als ein allgemeingültiges und nicht mehr allein auf die Religion beschränktes System zu präsentieren. Diese Bewegungen werden heute unter dem Oberbegriff „Politischer Islam“ zusammengefasst. So erklärte Hasan al-Bannā, der Gründer der ägyptischen Muslimbruderschaft, bei der fünften Konferenz seiner Organisation im Januar 1939:

„Wir glauben, dass die Prinzipien und Lehren des Islams umfassend sind und die Angelegenheiten der Menschen im Diesseits und Jenseits regeln. Diejenigen, die annehmen, dass diese Lehren allein die gottesdienstliche oder spirituelle Seite behandeln, sind im Unrecht, denn der Islam ist Bekenntnis (ʿaqīda) und Gottesdienst (ʿibāda), Vaterland (waṭan) und Nationalität (ǧinsīya), Religion (dīn) und Staat (daula), Spiritualität (rūḥānīya) und Arbeit (ʿamal), Koran (muṣḥaf) und Schwert (saif).“

Auch in den europäischen Sprachen wird dem Begriff „Islam“ seit dem 19. Jahrhundert eine erheblich weitere Bedeutung gegeben, indem man damit die Gesamtheit der muslimischen Völker, Länder und Staaten mit der ihnen eigenen Kultur bezeichnet. Dies erklärt auch, warum die Encyclopaedia of Islam, das wichtigste Nachschlagewerk der westlichen Islamwissenschaft, nicht allein die islamische Religion behandelt, sondern die gesamte Zivilisation der islamischen Länder, einschließlich der Dinge und Personen, die keinen direkten Bezug zum Islam aufweisen. Auf diese Weise ist der Islam über die Religion hinaus auch zur Bezeichnung für einen Kulturraum geworden.

### Islamische Glaubenslehren
Was genau zum islamischen Glauben gehört, ist zwischen den verschiedenen theologischen Schulen des Islams (siehe dazu unten) umstritten. Nach dem Gabriel-Hadith in der auf ʿUmar ibn al-Chattāb zurückgeführten Version umfasst der Glaube insgesamt sechs Punkte, nämlich den Glauben an 1. Gott, 2. seine Engel, 3. seine Bücher, 4. seine Gesandten, 5. den Jüngsten Tag und 6. die Vorherbestimmung, und zwar sowohl die gute als auch die schlechte.
Mit Ausnahme der Vorherbestimmung werden alle diese Punkte auch in dem Koranwort in Sure 4:136 erwähnt:

„Ihr Gläubigen! Glaubt an Gott und seinen Gesandten und an die Schrift, die er auf seinen Gesandten herabgeschickt hat, und an die Schrift, die er schon (früher) herabgeschickt hat! Wer an Gott, seine Engel, seine Schriften, seine Gesandten und den jüngsten Tag nicht glaubt, ist (damit vom rechten Weg) weit abgeirrt.“

In einer Parallelversion des Gabriel-Hadith, die auf Abū Huraira zurückgeführt wird, besteht der Glaube nur aus fünf Punkten, nämlich dem Glauben 1. an Gott, 2. an seine Engel, 3. an die Begegnung mit Gott, 4. an seine Gesandten und 5. an die Auferstehung.
Genauere Beschreibungen der Glaubenslehren der unterschiedlichen islamischen Richtungen sind in verschiedenen Glaubensbekenntnissen festgehalten, die die wichtigsten Glaubensartikel in Form von Listen katechismusartig zusammenfassen.

## Ausbreitungsgeschichte

### Anfänge in Mekka
Die Geschichte des Islams beginnt nach der arabischen Überlieferung mit einem Berufungserlebnis Mohammeds am Berg Hira in der Nähe von Mekka, bei dem er durch den Engel Gabriel einen Verkündigungsauftrag erhielt. Die neue Religion verbreitete sich zunächst im familiären Umfeld Mohammeds. Zu seinen ersten Anhängern gehörten seine Frau Chadīdscha bint Chuwailid, sein noch jugendlicher Cousin ʿAlī ibn Abī Tālib, sein Sklave Zaid ibn Hāritha, sein väterlicher Onkel Hamza ibn ʿAbd al-Muttalib und Dschaʿfar, ein älterer Bruder ʿAlīs. Die traditionellen Berichte sprechen davon, dass Mohammed etwa drei Jahre lang die Offenbarungen, die er empfing, nur seiner Familie und einigen wenigen auserwählten Freunden mitteilte. Erst danach, ungefähr im Jahre 613, begann er, auch öffentlich zu predigen. Dieses Ereignis wird in den arabischen Quellen als der Eintritt in das Haus von al-Arqam ibn Abī ʾl-Arqam bezeichnet. Al-Arqam war ein junger Mann, der zum einflussreichen quraischitischen Clan der Machzūm gehörte. Er stellte sein Haus, das sich in der Mitte Mekkas befand, Mohammed zur Verfügung. Die von Mohammed verkündete Botschaft eines kompromisslosen Monotheismus fand im henotheistisch orientierten Mekka jener Zeit wenige Anhänger, und einige Muslime sahen sich unter dem Druck ihrer Gegner gezwungen, Mekka zu verlassen und in das Aksumitische Reich auszuwandern. So entstand eine erste muslimische Gemeinde außerhalb Arabiens.

### Durchsetzung in Arabien

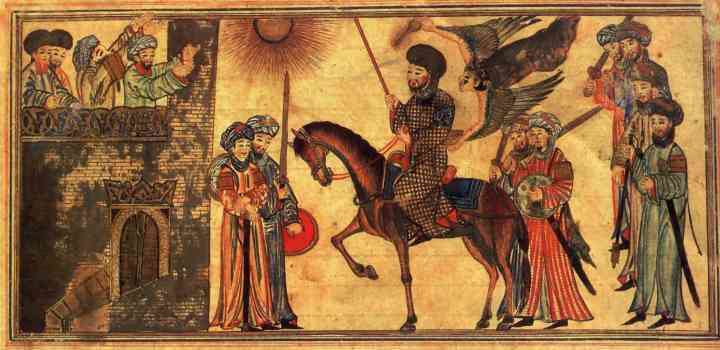
Darstellung aus dem Dschami' at-tawarich (14. Jahrhundert): Der reitende Prophet Mohammed unterwirft die Banu Nadir.

Als Mohammed nach dem Tode seines Onkels Abū Tālib ibn ʿAbd al-Muttalib den Schutz seines Clans verlor, verschlechterte sich seine Position in Mekka so sehr, dass er gezwungen war, sich nach externen Verbündeten umzusehen. Im Jahre 620 nahm er Kontakt mit einer Anzahl von Männern aus dem nördlich gelegenen Yathrib (heute Medina) auf. Es kam zu Verhandlungen, die dazu führten, dass sich zwei Jahre später 73 Männer aus Yathrib zum Islam bekannten und ihn zur Umsiedlung in ihre Stadt einluden. Die kurz danach (im Sommer 622) stattfindende Auswanderung von Mohammed und seinen Anhängern ging als Hidschra in die Geschichte ein und wurde später unter dem von 634 bis 644 regierenden Kalifen ʿUmar ibn al-Chattāb als Beginn der der islamischen Zeitrechnung festgelegt. In Yathrib begann zugleich die politische und militärische Karriere des Propheten. Bald nach seiner Ankunft in der Oase schloss Mohammed einen Bündnisvertrag mit der dortigen Bewohnerschaft, die sogenannte Gemeindeordnung von Medina.
In der Oase von Yathrib wohnten zu jener Zeit noch zahlreiche Juden, insbesondere die drei Stämme Banu Qainuqa, Banū n-Nadīr und Banū Quraiza. Sie wurden innerhalb der nächsten Jahre infolge diverser Konflikte aus Yathrib vertrieben bzw. getötet. Damit wurde Yathrib, bzw. Medina, wie die Stadt bald genannt wurde, zu einer fast nur von Muslimen bewohnten Stadt. Außerdem gelang es Mohammed, einige arabische Stämme in der Umgebung von Medina für den Islam zu gewinnen. Die militärische Auseinandersetzung mit den heidnischen Mekkanern war nach dem anfänglichen Erfolg der Schlacht von Badr zunächst von Rückschlägen wie der Schlacht von Uhud geprägt, führte aber nach weiteren Zwischenerfolgen (z. B. dem Friedensvertrag von Hudaibiya 628) schließlich zur Einnahme Mekkas durch die Muslime im Januar 630.
Mohammeds Sieg über die mächtigen Quraisch brachte ihm so viel Prestige ein, dass sich in den Jahren bis zu seinem Tod im Juni 632 fast alle Stämme der arabischen Halbinsel seiner Autorität unterwarfen. In vielen Fällen war mit der politischen Unterwerfung auch eine Annahme des Islams verbunden. Nach dem Tode des Propheten setzte bei den arabischen Stämmen allerdings eine breite Absetzbewegung ein, die auch auf dem religiösen Gebiet die Hegemonie des Islams in Frage stellten. In einigen Gegenden Arabiens traten Gegenpropheten auf, die gegen den Staat von Medina mobilisierten, so unter anderem Musailima. Nur durch das militärische Vorgehen des quraischitischen Feldherrn Chālid ibn al-Walīd konnte diese Absetzbewegung niedergeschlagen werden.

### Frühe Islamische Expansion
Die islamische Expansion unter den Kalifen ʿUmar ibn al-Chattāb und ʿUthmān ibn ʿAffān führte dazu, dass die Muslime bis zur Mitte des 7. Jahrhunderts die Herrschaft über den Irak, Syrien, Palaestina (jeweils bis 636/38), Ägypten (640/42) und außerdem große Teile des Irans (642/51) erlangten. Damit war die Spätantike, in deren historischem Kontext der Islam entstanden war, im östlichen Mittelmeerraum endgültig beendet. Die Bewohner der von den Muslimen eroberten Territorien traten zum größten Teil nicht direkt zum Islam über, sondern blieben ihren früheren Religionen (Christentum, Judentum und Zoroastrismus) zunächst treu. Dies war deswegen möglich, weil ihnen als Angehörigen einer Buchreligion Schutz ihres Lebens und ihres Eigentums sowie die Erlaubnis, ihre Religion auszuüben, gewährt wurde. Dieses Schutzverhältnis verpflichtete sie jedoch umgekehrt zur Zahlung einer besonderen Steuer, der Dschizya. Christen, Juden und Zoroastrier durften zudem ihren Glauben nicht öffentlich verrichten, keine neuen Kultgebäude errichten und keine Waffen tragen, später kamen noch andere Restriktionen hinzu (wie teils spezielle Kleidungsvorschriften). Somit waren die vom Islam anerkannten andersgläubigen „Schutzbefohlenen“ (vor allem Juden und Christen) den Muslimen rechtlich nicht gleichgestellt und in der Ausübung ihrer Religion eingeschränkt. Sie durften aber nicht mit Zwang bekehrt werden. Siehe dazu auch: Kein Zwang in der Religion.
Seit dem späten 7. Jahrhundert stieg allerdings der soziale Druck auf die christliche Bevölkerung in den eroberten ehemaligen römischen Provinzen (siehe Islamische Expansion#Lage anderer Religionen unter muslimischer Herrschaft). Es kam zu Diskriminierungen, dem Ausschluss von Nichtmuslimen aus der Verwaltung, zur Einmischung in innerchristliche Angelegenheiten und zur Konfiszierung von Kirchengütern sowie einzelnen Übergriffen auf Kirchen. Der insgesamt steigende Druck (so auch nochmals seit der Abbasidenzeit) sollte anscheinend auch den Übertritt der bisherigen Mehrheitsbevölkerung zum Islam forcieren. Die Konversion der einheimischen Bevölkerung zum Islam war ein Prozess, der sich über Jahrhunderte hinzog. Das gilt auch für die anderen Gebiete, die bis zum Anfang des 8. Jahrhunderts unter islamische Herrschaft kamen, wie Nordafrika, Andalusien und Transoxanien.

### Verbreitung durch Handel
Nach dem Herrschaftsantritt der Abbasiden um die Mitte des 8. Jahrhunderts geriet die militärische Expansionsbewegung des Islams ins Stocken. Die auf diese Weise erreichten territorialen Zugewinne blieben, verglichen mit der vorangehenden Zeit, eher gering: zwischen 827 und 878 erfolgte die Eroberung Siziliens durch die Aghlabiden, 870 die Einnahme der Kabul-Region auf dem Gebiet des heutigen Afghanistan durch die Saffariden, 902 die Eroberung der Balearen durch das Emirat von Córdoba. Dafür kam in dieser Zeit die Verbreitung des Islams verstärkt durch den Handel voran. An den Küsten des Indischen Ozeans heirateten arabische Händler in lokale Familien ein, die selbst dann im Laufe der Zeit zum Islam übertraten. Auf diese Weise entstanden in Südindien und Sri Lanka zahlenstarke muslimische Gemeinschaften. Die heutigen muslimischen Gemeinschaften der Malayalam-sprachigen Mappila in Kerala und der Tamil-sprachigen Muslime in Tamil Nadu und Sri Lanka (vgl. Moors) führen sich auf diese Zeit zurück. Ende des 9. Jahrhunderts gründeten Händler aus dem mekkanischen Clan der Machzūm einen eigenen muslimischen Staat in Zentral-Äthiopien (Shewa). Auch in der osteuropäischen Ebene hat sich der Islam in dieser Zeit durch Händler verbreitet. Als in den 920er Jahren Ibn Fadlān als Gesandter des abbasidischen Kalifen den Staat der Wolgabulgaren an der Mündung der Kama in die Wolga besuchte, war der dortige Herrscher bereits zum Islam konvertiert und hatte mehrere Moscheen errichten lassen. Jedoch blieb der Islam in Westafrika bis weit in das 18. Jahrhundert ein Stadtphänomen, das an den Fernhandel und eine höfische Minderheit in den Städten gebunden war.
Um 960 gründeten persische Händler aus Schiras eine Handelskolonie auf der Insel Kilwa vor der Küste des heutigen Tansania. Von dort aus erfolgte im 11. und 12. Jahrhundert sukzessive die Islamisierung der der ostafrikanischen Küste vorgelagerten Inseln (Mafia, Komoren usw.). Durch muslimische Kaufleute aus dem Maghreb, die im Transsaharahandel tätig waren, verbreitete sich der Islam in dieser Zeit außerdem in Westafrika. Einige dieser Kaufleute ließen sich in Orten südlich der Sahara nieder, die sich zu muslimischen Städten entwickelten wie Walata und Timbuktu. Andere wurden an den Höfen heidnischer afrikanischer Herrscher tätig und machten diese mit dem Islam bekannt. Der um 1067 schreibende arabische Geograph Abū ʿUbaid al-Bakrī berichtet davon, dass zu seiner Zeit bereits die Herrscher von Kanem östlich des Tschadsees, von Gao am Nigerbogen und von Takrūr im unteren Senegalgebiet zum Islam übergegangen waren.

### Neue Expansion durch türkische Ghāzī-Kämpfer
Für die weitere Ausbreitung des Islams waren türkische Ethnien von großer Bedeutung. Um 950 kam es auf dem Gebiet des heutigen Uigurischen Autonomen Gebiets Xinjiang in China sowie im heutigen nördlichen Kirgistan zu einer Massenkonversion türkischer Stämme. Zeitgenössische Quellen nennen 200.000 Zelte, die davon betroffen waren. Auslöser war der Übertritt der herrschenden Familie dieser Stämme, der sogenannten Karachaniden (auch Ilek-Chāne) zum Islam. Diese von den Karachaniden geführte Stammeskonföderation griff bald nach Westen aus. Im Jahre 999 gelang es ihnen, Buchara zu erobern.
Auf dem Gebiet Afghanistans konnte Mahmud von Ghazni (reg. 997–1030), der Sohn eines türkischen Militärsklaven, der ursprünglich im Dienst der Samaniden stand, eine eigene Dynastie begründen. In der Zeit bis zu seinem Tod führte er mit seinen Kämpfern zahlreiche Feldzüge nach Nordwestindien durch, womit die islamische Eroberung Indiens eingeleitet wurde. Qutb-ud-Din Aibak, ein türkischer General des Ghuriden-Reichs, begründete 1209 mit dem Sultanat von Delhi den ersten islamischen Staat auf indischem Boden. Zwischen dem späten 13. und dem frühen 14. Jahrhundert brachten die Herrscher dieses Staates den größten Teil Nord- und Zentralindiens unter islamische Herrschaft: 1298 wurde das Gebiet von Gujarat annektiert, 1318 der Dekkan, der südliche Teil des indischen Subkontinents.
Weiter westlich taten sich die ebenfalls türkischen Seldschuken als Ghāzī-Kämpfer hervor. Sultan Alp-Arslan (1063–1072) vernichtete 1071 bei Manzikert die byzantinische Armee. Damit wurde die Islamisierung Kleinasiens eingeleitet. Der byzantinische Versuch, diese Region zurückzugewinnen, misslang; ab 1143 zogen sich die Byzantiner endgültig daraus zurück. Zum Zentrum des islamischen Anatolien wurde um die Mitte des 12. Jahrhunderts Konya, das antike Iconium, nun Hauptstadt der Rum-Seldschuken.

### Islamisierung in den mongolischen Teilreichen
In den Jahren 1251 bis 1259 führte Hülegü, ein Enkel Dschingis Chans, im Auftrag des Großchans von Karakorum eine mongolische Invasion gegen Westasien durch. Zwischen 1256 und 1259 wurden Iran und Irak vollständig erobert. In Folge dieser Invasion verlor der Islam für mehrere Generationen im Iran seinen Status als Religion der Herrschenden. Auf lange Sicht trugen die Mongolen aber eher zur Islamisierung Asiens bei. Die Nachkommen Hülegüs, die von Täbris aus herrschenden Ilchane, gingen schon Ende des 13. Jahrhunderts wieder zum Islam über.
In einem anderen mongolischen Teilreich, dem Reich der Goldenen Horde, das sich über die Gebiete Südrusslands, der heutigen Ukraine und Kasachstans bis nach Westsibirien erstreckte, trieb im frühen 14. Jahrhundert Usbek Khan (reg. 1312–1341) die Islamisierung voran: Er holte zahlreiche muslimische Gelehrte ins Land, vertrieb die von seinem Vorgänger Tohtu geschätzten schamanischen Priester und forderte die Oberschicht des Reiches dazu auf, zum Islam überzutreten. Zwar lebten weiter viele Nichtmuslime auf dem Gebiet der Goldenen Horde, doch bekam der Staat einen eindeutig islamischen Charakter, und langfristig wurde der Islam auch in der Bevölkerung zur dominierenden Religion.
Auch in dem mongolischen Yuan-Reich (1260–1368), das sich über weite Teile Chinas erstreckte, kam es zu einem Islamisierungsprozess. Die Truppen, mit denen Kublai Khan, der Begründer dieses Reiches, Nord- und Südchina überrannt hatte, bestanden zum großen Teil aus muslimischen Kämpfern, die Dschingis Chan von seinen Feldzügen nach Zentral- und Westasien mitgebracht hatte. Da zahlreiche Soldaten Muslime waren, bestimmte der Chan, dass sie nach den Mongolen und vor den Einheimischen den zweiten Rang in China einnehmen sollten. Einer von Qubilais muslimischen Generälen, der bucharische Prophetenabkömmling Schams ad-Dīn ʿUmar mit dem Beinamen Sayyid-i Adschall, begründete in der südwestlichen chinesischen Provinz Yunnan eine eigene Dynastie von muslimischen Statthaltern, die stark zur Verbreitung des Islams in China beitrug. Ein Enkel von Sayyid-i Adschall erwirkte 1335 die kaiserliche Anerkennung des Islams als Qing Zhenjiao, „reine und wahre Religion“, ein Name, der bis heute in China für den Islam verwendet wird.

### Entwicklung in Europa
Die Eroberung Siziliens durch die Normannen (1061–1091) und die um die gleiche Zeit einsetzende Reconquista führten dazu, dass der Islam aus Südeuropa zurückgedrängt wurde. Die Muslime Siziliens wurden nach Aufständen (1219–1222) durch Friedrich II. in die apulische Stadt Lucera umgesiedelt, wo eine Art muslimisches Ghetto entstand. Um 1300 wurde diese muslimische Kolonie von Lucera von den Anjou zerstört, womit die Präsenz von Muslimen im mittelalterlichen Italien endete.
Auf der iberischen Halbinsel brachte die Reconquista die meisten Muslime unter die Herrschaft der christlichen Königreiche. Hier wurden sie als Mudéjares zunächst weiter geduldet und durften auch ihre Religion ausüben, nach der Eroberung des letzten islamischen Reiches, dem Nasridenemirat von Granada, verloren die Muslime jedoch ihren Mudejar-Status und wurden vor die Wahl gestellt, das Land zu verlassen oder sich taufen zu lassen. Zwischen 1609 und 1614 wurden die letzten Muslime von der iberischen Halbinsel vertrieben.
Während der Islam im Laufe von Spätmittelalter und Früher Neuzeit von der iberischen Halbinsel verdrängt wurde, erlebte in der gleichen Zeit in Südosteuropa ein anderer islamischer Staat seinen militärischen und politischen Aufstieg, das Osmanische Reich, das um die Mitte des 15. Jahrhunderts bereits weite Gebiete des Balkans (Bulgarien, Makedonien, Thrakien, die Dobrudscha und Bosnien) umfasste, aber auch weite Teile Kleinasiens einschloss. Die Expansion dieses Staates nach Europa hinein setzte sich bis zur Mitte des 16. Jahrhunderts fast ungebremst fort. Ausgehend von den osmanischen Verwaltungszentren auf dem Balkan kam es hier nun ebenfalls zu einer Islamisierung der Bevölkerung. Statistiken für das Jahrzehnt 1520–1530 zeigen, dass damals bereits mehrere Städte, die als solche Zentren fungierten, muslimische Bevölkerungsmehrheiten hatten. Größere Konversionswellen fanden allerdings erst ab dem späten 16. Jahrhundert statt.

### Ausbreitung in Südostasien
Parallel zu diesen Entwicklungen setzte sich die Verbreitung des Islams durch den Handel im Indischen Ozean fort. Um die Mitte des 12. Jahrhunderts waren bereits das Herrscherhaus und die Bevölkerung der Malediven zum Islam übergegangen. Über den Seehandel verbreitete sich der Islam auch in Südostasien und fasste dort zunächst in einigen Häfen an den Küsten Fuß. Mit Perlak und Pasai an der Nordspitze Sumatras erschienen in den 1290er Jahren die ersten islamischen Staaten Südostasiens. Weitere islamische Fürstentümer entstanden durch Übertritt der Herrscher zum Islam in Malakka auf der malaiischen Halbinsel (1413) und in Patani im Süden des heutigen Staates Thailand (ab 1457).
Einige Jahre später, um 1475, wurde mit Demak das erste islamische Fürstentum auf Java gegründet. 1527 vernichtete der Sultan von Demak mit Majapahit das letzte größere hindu-buddhistische Königreich Javas und machte damit den Weg für die Islamisierung der Insel frei, ein Prozess, der sich über mehrere Jahrhunderte hinzog und innerhalb pesantren-Schulen eine wichtige Rolle spielten. Hierbei handelt es sich um von islamischen Religionsgelehrten in Dörfern errichtete Internatsschulen, in denen die Schüler für längere Zeit mit ihren Lehrern leben, um eine religiöse Ausbildung zu erhalten, wobei sie als Gegenleistung ihren Lehrer beim Erwerb seines Lebensunterhaltes unterstützen.
Zu Beginn des 17. Jahrhunderts ging auch das Reich Gowa auf der Insel Sulawesi zum Islam über. Von Sumatra und Java aus gelangten auf friedlichem und militärischem Weg außerdem Lombok sowie Ost- und Südostborneo unter islamischen Einfluss. Allein Bali blieb hindu-buddhistisch.

### Islamisierung im Fahrwasser des europäischen Kolonialismus
Der Ende des 17. Jahrhunderts beginnende Rückzug des Osmanischen Reiches aus Südosteuropa führte dazu, dass der Islam hier seine Position als Religion der Herrschenden wieder verlor. Nach dem Krimkrieg 1856 und dem Russisch-Türkischen Krieg von 1877–1878 kam es zu Massenauswanderungen von Muslimen aus Ost- und Südosteuropa.

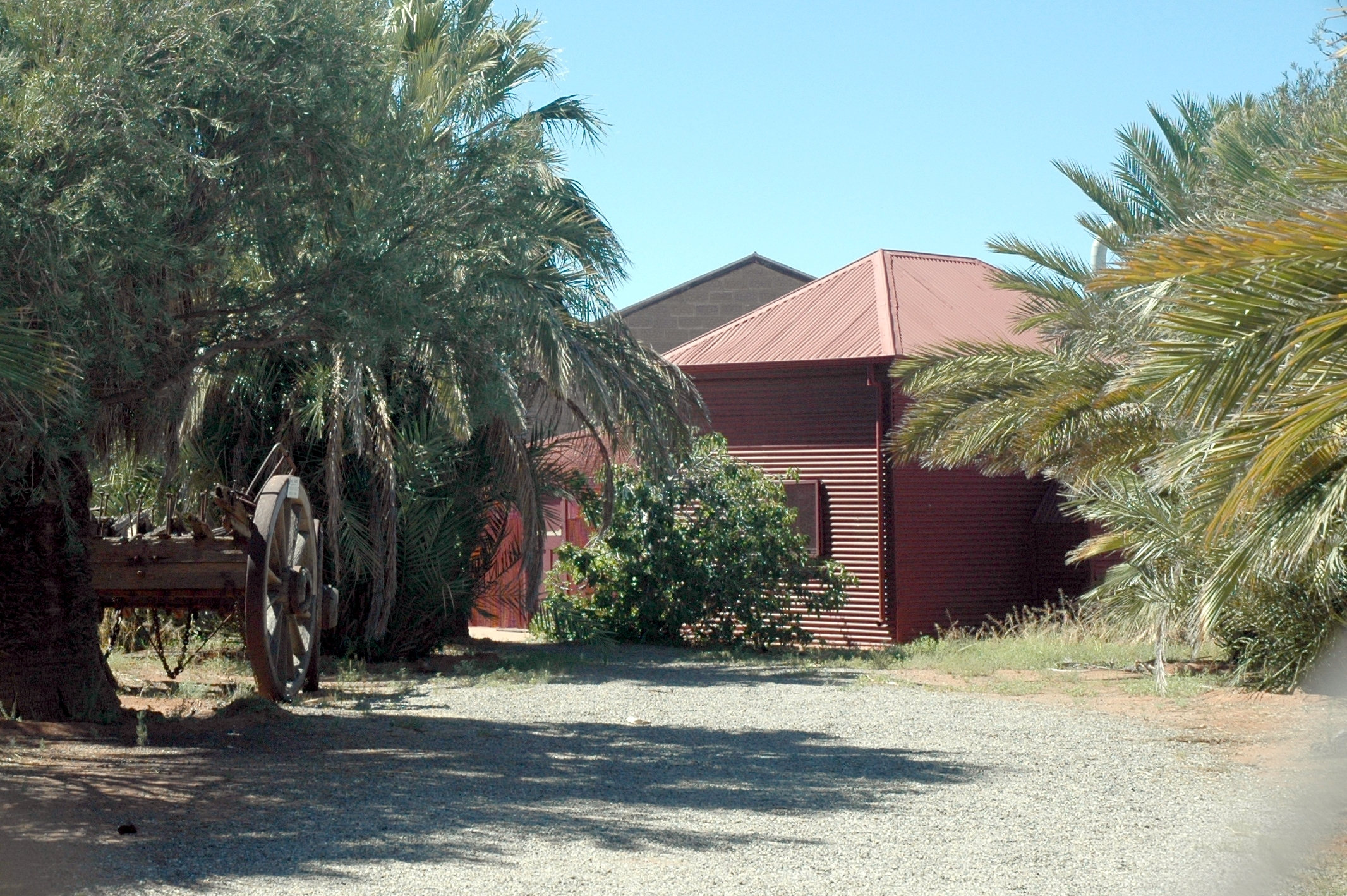
Die 1892 errichtete Moschee von Broken Hill in Australien

Wenn das 19. Jahrhundert auf globaler Ebene im Ergebnis trotzdem zu einer weiteren Ausbreitung des Islams beigetragen hat, so ist dies zu einem beträchtlichen Teil auch auf die Wirkung des europäischen Kolonialismus zurückzuführen. Schon um die Mitte des 19. Jahrhunderts war der Islam durch den Sklavenhandel der Sultane von Oman und Sansibar stärker in das ostafrikanische Binnenland eingedrungen. Die Stadt Nkhotakota am Malawisee, wo der Gouverneur des Sultans residierte, wurde zum wichtigsten Zentrum der Verbreitung des Islams. Anhänger fand die neue Religion vor allem unter den Stämmen der Nyamwezi und Yao im Süden Tansanias und in Malawi. Als Briten und Deutsche Kolonien in Ostafrika errichteten, wurde der Zugang zum Binnenland durch Eisenbahnbau erleichtert. So gelangten nunmehr von der Küste und aus dem Indischen Subkontinent stammende muslimische Händler sowie muslimische Bedienstete der Kolonialbehörden zum Victoria- und Tanganjikasee und trugen den Islam in diese Gebiete. Auf besonderen Zuspruch stieß der Islam im Königreich Buganda (im heutigen Uganda), wo 1888 mit Kalema zum ersten Mal ein muslimischer Kabaka an die Macht kam.

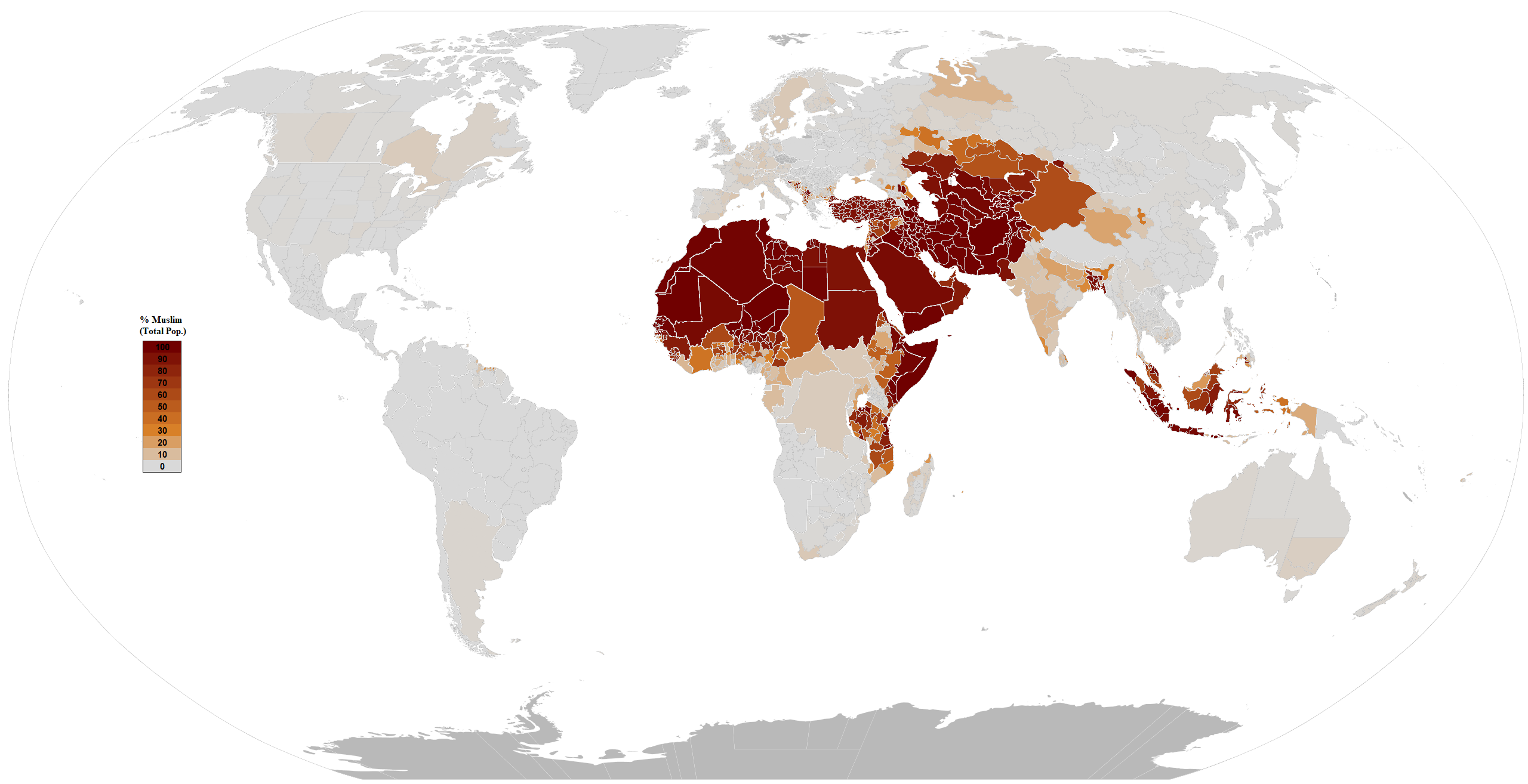
Prozentual dargestellte muslimische Bevölkerung nach globalen Verwaltungseinheiten. Schätzung (2022)

Von 1860 an wanderten zahlreiche Muslime aus Vorderindien als Vertragsarbeiter in die britische Kolonie Natal ein, um dort auf den Zuckerrohrplantagen zu arbeiten. Dies führte zu einer Verbreitung des Islams auf dem Gebiet des heutigen Südafrika. In der zweiten Hälfte des 19. Jahrhunderts kam es zudem zur Entstehung erster muslimischer Gemeinden in West- und Mitteleuropa. Die größten dieser Gemeinden wuchsen in den britischen Hafenstädten Cardiff und South Shields heran, wo sich nach der Eröffnung des Sueskanals 1869 auf britischen Schiffen arbeitende jemenitische und somalische Seeleute ansiedelten. Zwischen 1860 und 1900 wurden von den Briten afghanische Kameltreiber nach Australien gebracht, um dort den Überlandtransport abzuwickeln. Einige von ihnen heirateten einheimische Frauen und siedelten sich in Australien an; auf sie gehen die ersten muslimischen Gemeinden Australiens zurück. In Broken Hill wurde 1892 die erste australische Moschee errichtet.
Die europäischen Kolonialmächte standen dem Islam in ihren Kolonien keineswegs überall positiv gegenüber. In Französisch-Westafrika brachten die Kolonialbeamten Maurice Delafosse und Jules Brévié in den 1920er Jahren die Theorie auf, dass der Islam für die meisten Schwarz-Afrikaner eine unnatürliche Religion sei und seine weitere Verbreitung unausweichlich zum Zusammenbruch der afrikanischen Gesellschaften führen würde.

## Richtungen

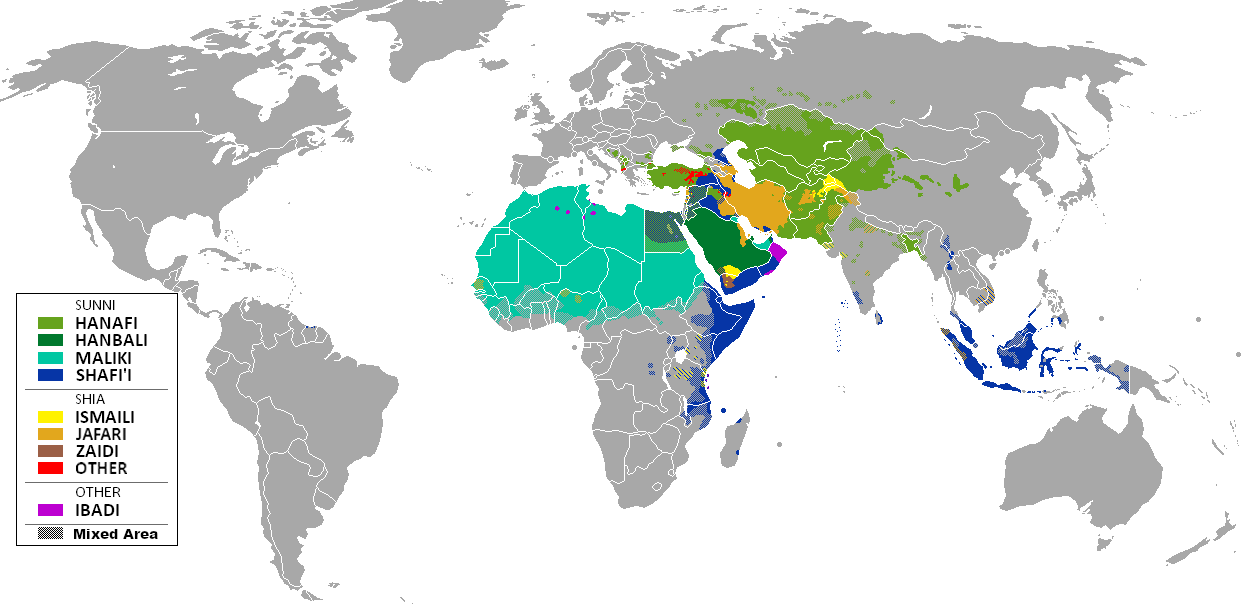
Islamische Konfessionen und Rechtsschulen

Im Laufe der Geschichte haben sich innerhalb des Islams zahlreiche Gruppen herausgebildet, die sich hinsichtlich ihrer religiösen und politischen Lehren unterscheiden.

### Charidschiten
Die Charidschiten, die „Auszügler“, sind die älteste religiöse Strömung des Islams. Kennzeichnend für ihre Position war die Ablehnung des dritten Kalifen ʿUthmān ibn ʿAffān als auch des vierten Kalifen ʿAlī ibn Abī Tālib. Die Charidschiten lehnten außerdem die Vorherrschaft der Quraisch ab und vertraten die Auffassung, dass der „beste Muslim“ das Kalifenamt erhalten solle, unabhängig von dessen familiärer oder ethnischer Zugehörigkeit.
Ihre Bewegung zersplitterte bereits um 685 in mehrere Untergruppen, von denen die der Azraqiten die radikalste und gewalttätigste war. Sie befand sich in permanentem Krieg mit dem Gegenkalifen ʿAbdallāh ibn az-Zubair und den Umayyaden. Nach und nach wurden die einzelnen Gruppierungen jedoch von den regierenden Kalifen zerschlagen oder ins Exil an die Peripherie des arabischen Reichs getrieben. So war der Großteil der Charidschiten unter den ersten Kalifen der Abbasiden bereits vernichtet.
Nur die moderate Strömung der Ibaditen hat bis in die Gegenwart überlebt, besitzt aber insgesamt weniger als zwei Millionen Anhänger, die vor allem in Oman, in der algerischen Sahara (M'zab), auf der tunesischen Insel Djerba, im libyschen Dschabal Nafusa und in Sansibar leben.

### Schiiten
Die Schia ist die zweite religiös-politische Strömung, die sich im Islam bildete. Namengebend ist der arabische Begriff schīʿa (شيعة / šīʿa / ‚Anhängerschaft, Partei‘), der verkürzt für „Partei Alis“ steht. Die Schiiten sind der Auffassung, dass nach dem Tode des Propheten nicht Abū Bakr, sondern Mohammeds Cousin und Schwiegersohn ʿAlī ibn Abī Tālib Kalif hätte werden müssen.
Innerhalb der Schia gibt es zahlreiche Untergruppen. Die zahlenmäßig größte Gruppe sind die Zwölfer-Schiiten, die vor allem im Iran, Irak, Aserbaidschan, Bahrain, Indien, Pakistan und dem Libanon weit verbreitet sind. Sie sind der Auffassung, dass sich das Imamat, d. h. der Anspruch auf die islamische Umma, unter zwölf Nachkommen Mohammeds weitervererbt hat. Der zwölfte Imam Muhammad al-Mahdī ist Ende des 9. Jahrhunderts verschwunden und wird erst am Ende der Zeiten wiederkehren. Die zwölf Imame gelten den Zwölfer-Schiiten als heilig, und die Orte, an denen sie begraben sind (u. a. Nadschaf, Kerbela, Maschhad, Samarra) sind wichtige zwölfer-schiitische Wallfahrtsorte.
Die zweitgrößte schiitische Gruppe sind die Ismailiten, die überwiegend auf dem indischen Subkontinent (Mumbai, Karatschi und Nordpakistan) sowie in Afghanistan, Tadschikistan, Jemen und Ostafrika leben. Eine Abspaltung von den Ismailiten ist das im frühen 11. Jahrhundert entstandene Drusentum.
Weitere schiitische Gruppen sind die Zaiditen, die Nusairier und die Aleviten. Die Zaiditen sind wie die anderen Schiiten zwar der Überzeugung, dass Ali besser gewesen sei als die ersten beiden Kalifen Abu Bakr und Umar ibn al-Chattab, doch erkennen sie deren Kalifat als rechtmäßig an. Das Verhältnis der Aleviten und Drusen zum Islam ist ambivalent. Während sich einige Anhänger dieser Gemeinschaften noch als Muslime betrachten, sehen sich andere als außerhalb des Islams stehend.
Auf der Grundlage der Zwölferschia haben sich im 19. Jahrhundert Babismus und Bahaitum entwickelt. Während der Babismus schon im 19. Jahrhundert wieder untergegangen ist, hat sich das Bahaitum zu einer eigenständigen Religion weiterentwickelt.

### Theologische Schulen
Im Laufe der Jahrhunderte haben sich im Islam auch verschiedene theologische Schulen herausgebildet. Eine der frühesten dieser Schulen war die Qadarīya, die im frühen 8. Jahrhundert entstand und nach dem arabischen Begriff Qadar benannt ist, der allgemein einen Akt der Festlegung bezeichnet; er wird normalerweise mit Schicksal oder Bestimmung (Vorsehung) übersetzt. Die Qadariten waren der Auffassung, dass nicht nur Gott, sondern auch der Mensch einen eigenen Qadar hat und wollten damit die Allmacht Gottes einschränken. Sie erscheinen damit als Vertreter einer Lehre menschlicher Willensfreiheit. Mit dieser Lehre standen sie damals einer anderen Gruppe gegenüber, den Murdschi'a, die sich neben anderen politischen Ansichten durch eine prädestinatianische Lehre hervortat.
Nachdem die Abbasiden im späten 8. Jahrhundert begonnen hatten, das theologische Streitgespräch (Kalām) als Mittel zur Bekämpfung nicht-islamischer Lehren zu fördern, entwickelte sich die Muʿtazila, die diese Form des Streitgesprächs kultivierte, zur wichtigsten theologischen Schule. Die muʿtazilitische Dogmatik war streng rationalistisch ausgerichtet und maß dem Prinzip der „Gerechtigkeit“ (ʿadl) und der Lehre von der Einheit Gottes (tauhīd) grundlegende Bedeutung zu. Mit „Gerechtigkeit“ meinten Muʿtaziliten hierbei nicht soziale Gerechtigkeit, sondern die Gerechtigkeit Gottes in seinem Handeln. Nach muʿtazilitischer Lehre ist Gott selbst an die ethischen Maßstäbe, die der Mensch mit Hilfe des Verstandes entwickelt, gebunden. Dazu gehört, dass Gott die Guten belohnt und die Bösen bestraft, denn auf diese Weise haben die Menschen mit ihrem freien Willen die Möglichkeit, Verdienste zu erwerben. Die hauptsächlichen Konsequenzen, die sich aus dem zweiten Prinzip, der Lehre von der Einheit Gottes ergaben, waren das Leugnen des hypostatischen Charakters der Wesensattribute Gottes, z. B. Wissen, Macht und Rede, die Leugnung der Ewigkeit bzw. Ungeschaffenheit der Rede Gottes, sowie die Leugnung jeglicher Ähnlichkeit zwischen Gott und seiner Schöpfung. Sogar der Koran selbst als Rede Gottes konnte nach der muʿtazilitischen Lehre keine Ewigkeit beanspruchen, da es neben Gott nichts Ewiges und damit Göttliches geben darf.
Die Muʿtazila hat unter den drei abbasidischen Kalifen al-Ma'mūn (813–833), al-Muʿtasim (833–842) und al-Wāthiq (842–847) sowie später unter der Dynastie der Buyiden herrscherliche Unterstützung erhalten. Bis heute wird außerdem die muʿtazilitische Theologie im Bereich der Zwölferschia und der zaiditischen Schia weitergepflegt.

### Sunnitentum als Mehrheitsislam
Das Sunnitentum hat sich zwischen dem späten 9. und frühen 10. Jahrhundert als Gegenbewegung zur Schia und zur Muʿtazila herausgebildet. Der zugrundeliegende arabische Ausdruck ahl as-sunna (أهل السنة / ‚Leute der Sunna‘) betont die Ausrichtung an der Sunnat an-nabī, der Handlungsweise des Propheten. Die ebenfalls gängige erweiterte Form ahl as-sunna wa-l-dschamāʿa (أهل السنة والجماعة / ‚Leute der Sunna und Gemeinschaft‘) betont die umfassende Gemeinschaft der Muslime.
Zu den Gruppierungen, die Ausdrücke wie ahl as-sunna oder ahl as-sunna wa-l-dschamāʿa am frühesten für sich verwendeten, gehörten die Hanbaliten, die Anhänger des Traditionsgelehrten Ahmad ibn Hanbal. Sie lehrten im Gegensatz zu den Muʿtaziliten die Unerschaffenheit des Korans, lehnten die Kontroverstheologie des Kalām ab und sahen allein die Aussagen in Koran und Hadithen sowie die Überlieferungen über die „Altvorderen“ (ahl as-salaf) als maßgeblich an. Alle darüber hinausgehenden theologischen Aussagen lehnten sie als unzulässige Neuerung ab. Um die Wende zum 10. Jahrhundert versuchten verschiedene Theologen wie al-Qalānisī und Abū l-Hasan al-Aschʿarī diese Lehre mit rationalen Argumenten zu begründen. Die von al-Aschʿarī entwickelte Lehre wurde von späteren Gelehrten wie al-Bāqillānī und al-Ghazālī weiterentwickelt und ist zur wichtigsten sunnitischen theologischen Schule geworden. Die zweite sunnitische theologische Schule neben dieser Aschʿarīyya ist die Maturidiyya, die sich auf den transoxanischen Gelehrten Abū Mansūr al-Māturīdī zurückbezieht.
Heute bilden die Sunniten mit etwa 85 Prozent die zahlenmäßig größte Gruppierung innerhalb des Islams. Kennzeichnend für die Sunniten insgesamt ist, dass sie die vier ersten Nachfolger des Propheten als „rechtgeleitete Kalifen“ (chulafāʾ rāschidūn) verehren, im Gegensatz zu der von den meisten Schiiten geteilten Auffassung, wonach ʿUṯmān durch seine Handlungsweise zum Ungläubigen geworden ist, und der Auffassung der Charidschiten und Ibaditen, wonach sowohl ʿUṯmān als auch ʿAlī Ungläubige waren und deswegen ihre Tötung legitim war. Daneben knüpft sich das Sunnitentum an eine bestimmte Anzahl von Hadith-Sammlungen, die als kanonisch betrachtet werden, die sogenannten Sechs Bücher. Das wichtigste davon ist der Sahīh al-Buchari. Schließlich ist für das Sunnitentum die Beschränkung der Koranrezitation auf eine bestimmte Anzahl anerkannter Lesarten des Korans charakteristisch.

### Richtungen der islamischen Normenlehre
Schon wenige Jahrzehnte nach dem Tode des Propheten ergab sich bei den Muslimen das Bedürfnis, Auskunft zu bestimmten Fragen der Lebensführung zu erhalten. Diese betrafen sowohl den gottesdienstlichen Bereich als auch das Zusammenleben und die rechtlichen Beziehungen mit anderen Menschen. Anerkannte Autoritäten wie der Prophetencousin ʿAbdallāh ibn ʿAbbās bedienten dieses Bedürfnis, indem sie zu den fraglichen Punkten Gutachten (Fatwas) erteilten. Diese Gutachten stützten sich anfangs noch zum großen Teil auf eigene subjektive Anschauung (Raʾy). Im Laufe des 8. Jahrhunderts bildeten sich an verschiedenen Orten – neben Mekka vor allem Medina, Kufa und Syrien – lokale Gelehrtenschulen heraus, die Auffassungen früherer Autoritäten zu bestimmten Fragen sammelten und gleichzeitig Prinzipien für die Normenfindung (Fiqh) festlegten. Während die Schule von Medina mit Mālik ibn Anas dem Konsens (Idschmāʿ) eine sehr wichtige Bedeutung zumaß, arbeitete Abū Hanīfa in Kufa stärker mit der Methoden des Analogieschlusses (Qiyās) und der eigenen Urteilsbemühung (Idschtihād). Die Schule von Mālik verbreitete sich vor allem in Ägypten, die Schule von Abū Ḥanīfa in Chorasan und Transoxanien.
Im frühen 9. Jahrhundert bemühte sich der Gelehrte asch-Schāfiʿī, eine Synthese zwischen der malikitischen und der hanafitischen Richtung herzustellen, und entwickelte in diesem Rahmen eine umfassende Theorie der Normenfindung, die auch bestimmte Prinzipien der Texthermeneutik einschloss, die bei der Auslegung von Koran und Hadithen zur Anwendung kommen sollten. Da sich asch-Schāfiʿī in seinen Werken sehr stark gegen das Prinzip des Taqlid, der unreflektierten Übernahme der Urteile anderer Gelehrter, ausgesprochen hatte, dauerte es bis zum frühen 10. Jahrhundert, dass sich um seine Lehren eine eigene Schule bildete. Das erste Zentrum der Schāfiʿiten war Ägypten. Von dort verbreitete sich die schafiitische Lehrrichtung (Madhhab) später auch in den Irak und nach Chorasan sowie in den Jemen.
Nachdem das Hanbalitentum im 11. Jahrhundert unter der Wirkung des Bagdader Kadi Ibn al-Farrā' (gest. 1066) eine eigene Normenlehre entwickelt hatte, wurden im Bereich des sunnitischen Islams vier Lehrrichtungen der Normenlehre als orthodox anerkannt: die Hanafiten, die Malikiten, die Schafiiten und die Hanbaliten. Heute besteht die Tendenz, insgesamt acht Lehrrichtungen als rechtmäßig anzuerkennen. Hierbei werden die Ibadiyya und die schiitische Zaidiyya als eigene Lehrrichtungen gezählt. Die Salafiten lehnen dagegen das Festhalten an einem Madhhab als unrechtmäßige Neuerung ab. Heute wird die islamische Normenlehre in internationalen Gremien weitergebildet, von denen die Internationale Fiqh-Akademie in Dschidda, die zur Organisation für Islamische Zusammenarbeit zugehört, das wichtigste ist.

### Sufische Strömungen
Der Sufismus (تصوف / taṣawwuf) ist eine religiöse Bewegung, die im 9. Jahrhundert unter den Muslimen des Irak entstand. Die Sufis pflegten verschiedene asketische Ideale wie Weltentsagung (zuhd) und Armut (faqr) und führten den Kampf gegen die Triebseele. Entsprechend koranischer Aufforderungen (vgl. Sure 2:152; 33:41f) widmeten sie dem Gedenken (Dhikr) und Lobpreis (Tasbih) Gottes größte Aufmerksamkeit. Weitere wichtige sufische Prinzipien sind das unbedingte Gottvertrauen (tawakkul) und das Streben nach dem Entwerden (fanāʾ) in Gott. Der Scharia als äußeres Normensystem des Islams wird in der Sufik die Tarīqa als mystischer Weg gegenübergestellt. Gelehrte aus dem ostiranischen Raum wie al-Quschairī arbeiteten die Sufik im 10. und 11. Jahrhundert in Handbüchern zu einem umfassenden spirituellen Lehrsystem aus. Dieses Lehrsystem mit seiner spezifischen Terminologie für Seelenzustände und mystische Erfahrungen verbreitete sich im Laufe des 12. Jahrhunderts auch in den anderen Gebieten der islamischen Welt, fand zunehmenden Zuspruch bei Rechtsgelehrten, Theologen und Literaten und wurde zu einem der wichtigsten Bezugspunkte des religiösen Denkens der Muslime.
Innerhalb der Sufik gibt es mit dem Scheich bzw. Pir ein eigenes Autoritätsmodell. Er leitet diejenigen, die den spirituellen Weg beschreiten wollen, an. Derjenige, der sich einem solchen Scheich anschließt und sich seiner Autorität unterwirft, wird umgekehrt als Murīd (arabisch für „der Wollende“) bezeichnet. Menschen, die auf dem spirituellen Weg zur Vollkommenheit gelangt sind, werden als „Gottesfreunde“ Auliyāʾ Allāh betrachtet. In Nord- und Westafrika werden sie auch Marabouts bezeichnet. Die Verehrung für derartige Personen hat dazu geführt, dass sich im Umfeld der Sufik eine starke Heiligenverehrung entwickelt hat. Grabstätten von Gottesfreunden und Marabouts bilden wichtige Ziele von lokalen Wallfahrten.
Ab dem späten Mittelalter haben sich zahlreiche sufische Orden herausgebildet. Einige von ihnen wie die Naqschbandīya, die Qadiriyya und die Tidschaniyya haben heute eine weltweite Anhängerschaft.
Puritanische Gruppen wie die Wahhabiten lehnen die Sufis als Ketzer ab. Sie kritisieren einerseits solche Praktiken wie den Dhikr, der etwa in der Tradition Kunta Haddschi Kischijew und anderer mit Musik und Körperbewegungen einhergeht, andererseits aber auch die sufische Heiligenverehrung, weil ihrer Auffassung nach kein Mittler zwischen dem Menschen und Gott stehen darf. Solche Konflikte sind bis in die Gegenwart zu finden, etwa in der tschetschenischen Unabhängigkeitsbewegung. Der Sufi Kunta Haddschi gilt auch als eines der Vorbilder und Beispiele für gewaltlose Traditionen und Strömungen im Islam.

### Ahmadiyya
Als eine islamische Bewegung mit messianischem Charakter bildete sich Ende des 19. Jahrhunderts in Britisch-Indien die Ahmadiyya heraus. Ihr Gründer Mirza Ghulam Ahmad erhob den Anspruch, der „Mudschaddid (Erneuerer) des 14. islamischen Jahrhunderts“, der „Verheißene Messias“, der von Muslimen erwartete Mahdi der Endzeit und ein „(Muhammad nachgeordneter) Prophet“ zu sein. Vor allem der letztgenannte Punkt führte dazu, dass andere Muslime die Ahmadiyya als häretisch betrachten, denn aufgrund von Sure 33:40 gilt Mohammed als das „Siegel der Propheten“. Seitdem 1976 die Islamische Weltliga die Ahmadiyya als „ungläubige Gruppierung“ aus dem Islam ausgeschlossen hat, ist es in mehreren islamischen Ländern zu Angriffen auf Angehörige dieser Sondergemeinschaft gekommen.

### Koranismus
Der Koranismus ist eine islamische Strömung, deren Anhänger allein den Koran als Quelle des Glaubens ansehen und Hadithe als rechtliche und theologische Quelle neben dem Koran ablehnen. Diese spezielle Interpretation des Glaubens führt dazu, dass gewisse koranistische Verständnisweisen erheblich von den orthodoxen Lehrmeinungen abweichen.
Innerhalb der Muʿtazila, einer theologisch islamischen Strömung, die ihre Blütezeit zwischen dem neunten und elften Jahrhundert erlebte, gab es verschiedene kritische Positionen bezüglich der Hadithe. Einer ihrer Vertreter, an-Nazzām, hatte eine sehr skeptische Haltung gegenüber den Hadithen und untersuchte widersprüchliche Überlieferungen hinsichtlich ihres abweichenden Inhaltes, um seine Position zu verteidigen.
Im Jahre 1906 veröffentlichte Muhammad Tawfīq Sidqī einen kritischen Artikel in der Zeitschrift al-Manār von Raschīd Ridā mit dem Titel  „Der Islam ist nur der Koran allein“ (al-Islām huwa al-Qurʾān waḥda-hū). Darin kritisierte er die Sunna und vertrat die Auffassung, dass sich die Muslime allein auf den Koran stützen sollten, da die Handlungsweise des Propheten nur für die ersten Generationen der Muslime als Vorbild intendiert gewesen sei. Der Artikel, der das Ergebnis von Diskussionen mit Raschīd Ridā war, bei denen Sidqī seine Ideen von der zeitlichen Beschränktheit der Sunna vorgetragen hatte, stieß bei den zeitgenössischen muslimischen Gelehrten auf heftige Ablehnung, und es gab mehrere von ihnen, die dazu Widerlegungen verfassten.
Der Koranismus erhielt im 20. Jahrhundert außerdem eine politische Dimension, als Muammar al-Gaddafi den Koran zur Konstitution Libyens erklärte. Durch ägyptische Gelehrte wie Rashad Khalifa, dem Entdecker des „Korancodes“ (Code 19), einem hypothetischen mathematischen Code im Koran, und Ahmad Subhy Mansour, islamischer Gelehrter und Aktivist, die in die Vereinigten Staaten emigrierten, breiteten sich koranistische Ideen auch in vielen weiteren Ländern aus.

## Verhältnis zu anderen Religionen

### Polytheismus

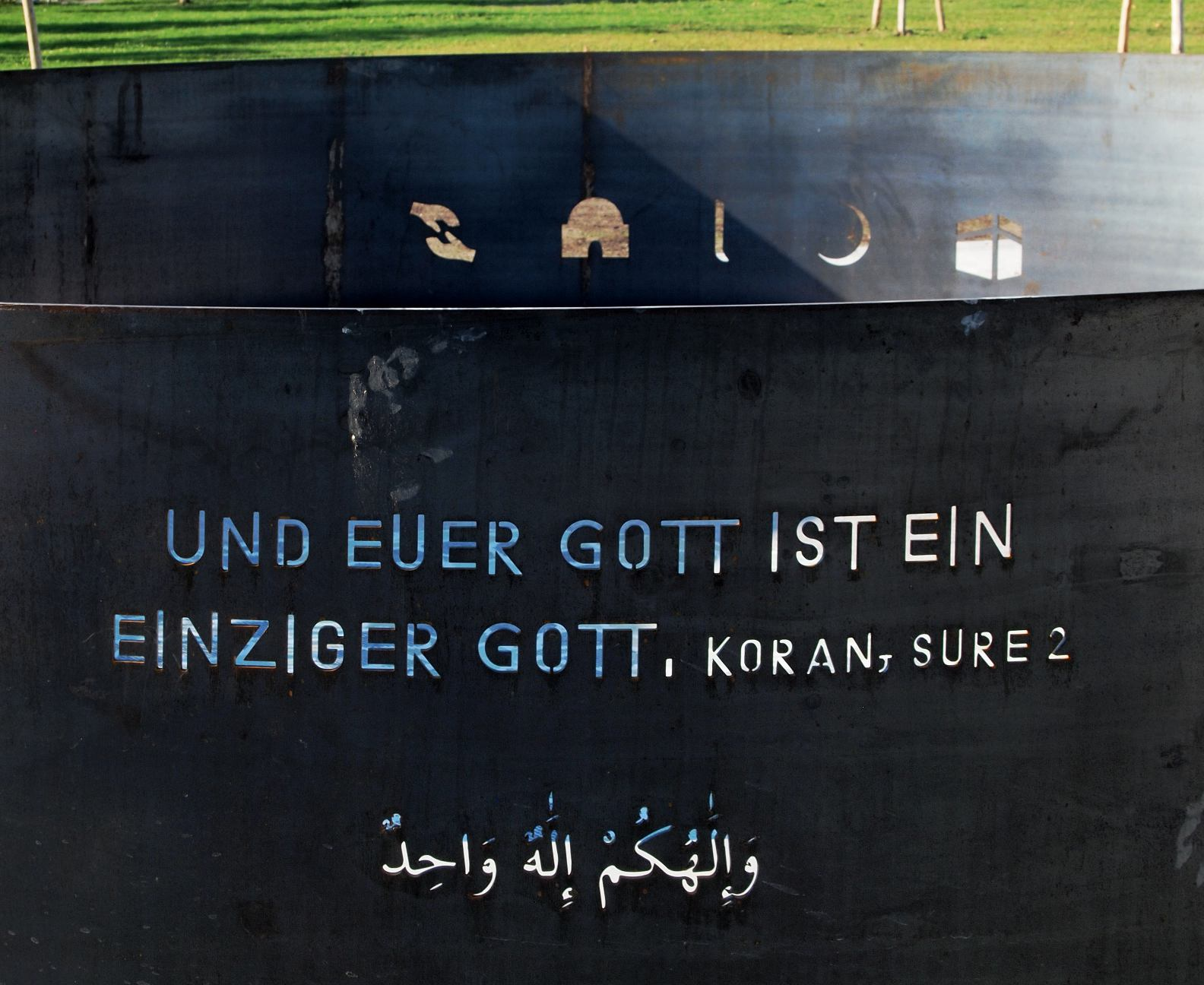
Gottes Einzigkeit wird unter anderem in Vers 2:163 betont.

Die Bezeugung der Einheit Gottes und die damit einhergehende Ablehnung des Götzenkults ist der wichtigste Glaubensgrundsatz der islamischen Religion. Polytheismus steht im absoluten Widerspruch zur streng monotheistischen Lehre des Islams, wonach Vielgötterei die größtmögliche Sünde darstellt. Dem Koran zufolge ist die Verehrung anderer Gottheiten neben Allah die einzige Sünde, die unter keinen Umständen vergeben wird.

„Gott vergibt nicht, daß man ihm (andere Götter) beigesellt. Was darunter liegt, (d. h. die weniger schweren Sünden) vergibt er, wem er (es vergeben) will. Und wenn einer (dem einen) Gott (andere Götter) beigesellt, ist er (damit vom rechten Weg) weit abgeirrt.“

Der Koran kritisiert an zahlreichen weiteren Stellen vehement die Verehrung anderer Wesen an Gottes Stelle. Im Jenseits würden Götzendiener mit dem Eintritt in die Hölle bestraft.

### Abrahamitische Religionen
Die arabische Halbinsel fand durch den Islam in Abkehr vom bisherigen Steinkult in Mekka Anschluss an jüdische und christliche Glaubensformen. Der Islam beruft sich in seiner Herkunft auf Abraham, zählt also mit dem Judentum und dem Christentum zu den abrahamitischen Religionen. Alle drei sind monotheistische Religionen. Da sie auf den Offenbarungen von Propheten (Moses und Mohammed) beruhen, wobei in islamischer Interpretation auch Jesus Christus als Prophet gesehen wird, sind sie Offenbarungsreligionen und, weil diese Offenbarungen schriftlich fixiert wurden, auch Buchreligionen.
Wie das Judentum ist der Islam eine Religion, in der das religiöse Gesetz (z. B. religiöse Speisevorschriften) im Gegensatz zum Christentum eine vergleichsweise große Rolle spielt. Und wie das Christentum trägt er im Gegensatz zum Judentum missionarische Züge.
Der gemeinsame Bezug auf Abraham ist am Anfang seiner Prophetie von Mohammed betont worden. Im Verlauf seines Lebens änderte der Prophet aufgrund seiner Erfahrungen mit den jüdischen und christlichen Religionsgemeinschaften seine Haltung ihnen gegenüber. Die sich ändernde Einstellung Mohammeds zu den Schriftbesitzern ist in der Islamwissenschaft mehrmals behandelt worden. Ursprünglich erwartete er, dass die Schriftbesitzer seine Prophetie anerkennen und seiner Religion beitreten würden; als dies nicht geschah, begann sich Mohammeds Haltung zu den Anhängern der Buchreligionen nach und nach ins Negative zu ändern. Diese Gesinnungsänderung hat auch ihre Spuren im Koran hinterlassen, wo ursprünglich ihre religiösen und moralischen Tugenden hochgeachtet wurden, und Mohammed dazu aufgefordert wurde, mit ihnen gute Beziehungen zu pflegen. Nachdem Mohammed mit diesen Religionsgemeinschaften gebrochen hatte, erhob er ihnen gegenüber den Vorwurf der Heuchelei und betonte ihre Weigerung, den Islam anzunehmen; daher seien sie nicht als Verbündete anzusehen, sondern zu bekämpfen. In den Augen Mohammeds waren das Judentum und das Christentum fehlerhafte Weiterentwicklungen der gemeinsamen Urreligion.
Während der Islam mit dem Judentum und dem Christentum den Glauben an einen einzigen Gott sowie den Bezug auf Abraham und zahlreiche weitere biblische Propheten grundsätzlich teilt, unterscheidet er sich in seinen Grundlagen vom Christentum durch seine strikte Ablehnung der Trinitätslehre (Sure 112) und der christlichen Vorstellung der Erbsünde, vom Judentum hauptsächlich durch seine Anerkennung Jesu als Prophet, von den anderen abrahamischen Religionen allgemein durch die Anerkennung Mohammeds als Gottes Gesandter und Siegel der Propheten sowie der Lehre vom Koran als den Menschen überbrachtes Wort Gottes.

### Historisch-politische Interaktion mit anderen Religionsgemeinschaften
Das innerhalb der dem Tod des arabischen Religionsstifters folgenden Jahrhunderte elaborierte klassische islamische Völkerrecht unterschied bei seiner Betrachtung Andersgläubiger zwischen monotheistischen Schriftbesitzern („Leute des Buches“) und Anhängern einer polytheistischen Religion, die de jure bis zur Annahme des Islams zu bekämpfen waren. Erstere hatten eine Sonderstellung im islamischen Gemeinwesen als Schutzbefohlene (Dhimmis). Dieser Status ging mit der Zahlung einer besonderen Steuer, der Dschizya einher; dafür erhielten sie im Gegenzug Schutz ihres Lebens und ihres Eigentums, sowie die Erlaubnis, ihre Religion – unter bestimmten Einschränkungen – frei auszuüben. Dieses Schutzbündnis galt ursprünglich nur Juden und Christen, wurde allerdings auf alle Nichtmuslime schlechthin ausgeweitet, als die muslimischen Eroberer auf andere Glaubensgemeinschaften, wie die Hindus, stießen. Andersgläubige in nicht-islamischen Gebieten, im sogenannten Haus des Krieges, konnten als musta'min temporär auf islamischem Gebiet verweilen. Als Bewohner des Dar al-Harb galten sie ansonsten als Feinde (Ḥarbī), die bei der Eroberung ihres Gebiets im Laufe der islamischen Expansion zuerst zur Annahme des Islams aufgerufen, bei einer Weigerung den Dhimmi-Status – unter Voraussetzung einer Angehörigkeit zu einer Buchreligion – angeboten bekommen und bei einer Weigerung dessen bekämpft werden sollten.
Eine kritische Dokumentation religiös motivierter Diskriminierungen und Gewalttaten bietet in diesem Zusammenhang beispielsweise der regelmäßig aktualisierte Weltverfolgungsindex.

### Gegenwärtige Situation der Bahai
Die Religion der Bahai erfüllt zwar die Bedingungen einer Buchreligion (schriftlich fixierte Offenbarung) und erkennt sogar Mohammeds Offenbarungsanspruch an. Dennoch wird diese monotheistische Religionsgemeinschaft in der islamischen Welt nicht als ein ahl al-kitab („Volk des Buches“) anerkannt. Die Lehre der Bahai, welche die eschatologischen Beschreibungen des Koran nicht auf einen materiellen Untergang der Welt, sondern auf die nachislamischen Offenbarungen des Bab und Baha'ullahs bezieht, wird von vielen muslimischen Gelehrten als Abfall vom Islam (arabisch ردة ridda) bezeichnet. Neben diversen anderen Vorwürfen bezeichnen sunnitische Fatwas die Bahai-Religion als eine von Nichtmuslimen gestiftete Bewegung von Ungläubigen (kuffār) zur Zersetzung des Islams.
Besonders stark ist die Verfolgung im schiitischen Iran. Großajatollah Naser Makarem Schirazi stigmatisierte die Bahai als „kriegerische Ungläubige“ (Kofare Harbi), die getötet werden dürfen. Der iranische Parlamentsabgeordnete Mehdi Kuchaksadeh behauptet, dass Bahai „zwar wie Menschen aussehen, aber keine Menschen seien“. Dementsprechend werden die Bahai im Iran verfolgt und auch in Deutschland versuchen Schiiten, Bahai auszugrenzen.